# اوناس ۱۴۷۳
سیارک۱۴۷۳ (به انگلیسی: 1473 Ounas، نامگذاری:1938UT) هزار و چهارصد و هفتاد و سومین سیارک کشف شده‌است که در ۲۲ اکتبر ۱۹۳۸ کشف شد.
قدر مطلق سیارک برابر ۱۱٫۸۰ است.